# Rainer Wieland
Rainer Wieland (Stoccarda, 19 febbraio 1957) è un avvocato e politico tedesco.
È stato europarlamentare dal 1997 al 2024 e vicepresidente del Parlamento europeo dal luglio 2009 al luglio 2024, rieletto per cinque volte nel 2012, 2014, 2017, 2019 e 2022. È iscritto al partito di centrodestra tedesco CDU e fa parte del gruppo del Partito Popolare Europeo. È presidente della sezione regionale del Baden-Württemberg dell'Unione dei Federalisti Europei e dal 2011 anche della sua sezione nazionale tedesca.
Nel gennaio 2022, Wieland è stato oggetto di critiche quando si è saputo che il suo posto di lavoro era convertito per quasi 630.000 euro, secondo una panoramica dell'amministrazione parlamentare. Si dice che la modernizzazione sia avvenuta come parte di un "laboratorio di idee" per testare la nuova tecnologia per ufficio.